# (680000) 2023 WX43
(680000) 2023 WX43 è un asteroide della fascia principale esterna. Scoperto nel 2019, presenta un'orbita caratterizzata da un semiasse maggiore pari a 3,231562 UA e da un'eccentricità di 0,136500, inclinata di 9,064940° rispetto all'eclittica.